# Haematomma eremaeum
Haematomma eremaeum är en lavart som beskrevs av R. W. Rogers. Haematomma eremaeum ingår i släktet Haematomma och familjen Haematommataceae.   Inga underarter finns listade i Catalogue of Life.